# Fanny (1932)
Fanny is een Frans melodrama uit 1932, geregisseerd door Marc Allégret. De film vormt het tweede luik van de verfilming van de  Marseille-trilogie, oorspronkelijk geschreven voor het toneel door Marcel Pagnol. Het eerste deel  Marius (1931) werd verfilmd door Alexander Korda, het derde deel César (1936) werd rechtstreeks voor het grote scherm geschreven, verfilmd door Pagnol zelf en pas tien jaar later opgevoerd.

## Verhaal
Het verhaal speelt zich af in de Vieux-Port van Marseille, tijdens het Interbellum. Marius, de zoon van barman César, heeft een relatie gehad met Fanny, de dochter van de plaatselijke visverkoopster. Marius droomt echter van elders, hij voelt zich onweerstaanbaar aangetrokken door de zee. Daardoor kan hij zijn ware gevoelens voor Fanny niet juist inschatten. 
Op het einde van de eerste film  Marius ziet hij eindelijk de kans om te vertrekken en om zijn droom waar te maken : de wereld verkennen. Fanny blijft achter, overmand door verdriet. Ze ontdekt dat ze zwanger is.

## Rolverdeling
| Acteur           | Personage                                                      |
| ---------------- | -------------------------------------------------------------- |
| Pierre Fresnay   | Marius Ollivier                                                |
| Orane Demazis    | Fanny Cabanisse                                                |
| Raimu            | César Ollivier, vader van Marius, baas van de Bar de la Marine |
| Alida Rouffe     | Honorine Cabanisse, moeder van Fanny                           |
| Charpin          | Honoré Panisse, echtgenoot van Fanny                           |
| Robert Vattier   | Monsieur Brun, verificateur bij de douane                      |
| Auguste Mourriès | Félix Escartefigue, kapitein van de ferry-boat                 |
| Milly Mathis     | Claudine Foulon, tante van Fanny                               |
| Marcel Maupi     | Innocent Mangiapan, chauffeur van de ferry-boat                |
| Édouard Delmont  | dokter Félicien Venelle                                        |
| Louis Boulle     | Elzéar Bonnegrâce, pastoor                                     |
| Odette Roger     | Fortunette                                                     |
| Annie Toinon     | Amélie                                                         |
| André Gide       | figurant                                                       |
| Pierre Prévert   | figurant                                                       |